# Parador de Villalba
El parador de Villalba (en gallego: Parador de Vilalba) es un establecimiento hotelero de 4 estrellas, perteneciente a la empresa pública española Paradores de Turismo, situado en el municipio de Villalba, en la provincia española de Lugo. Originalmente se encontraba sobre una torre del homenaje del siglo XV del castillo de los Condes de Andrade. Era un parador de 3 estrellas y poseía 6 habitaciones.
Recientemente se amplió realizándose un edificio anexo con 42 nuevas habitaciones, manteniendo el equilibrio con el entorno y adquiriendo la categoría de 4 estrellas.
En su entorno se celebra la Feria de Villalba, que tiene lugar el primer domingo de cada mes, excepto los días uno, en cuyo caso se celebra el segundo domingo del mes.